# Banco da falegname

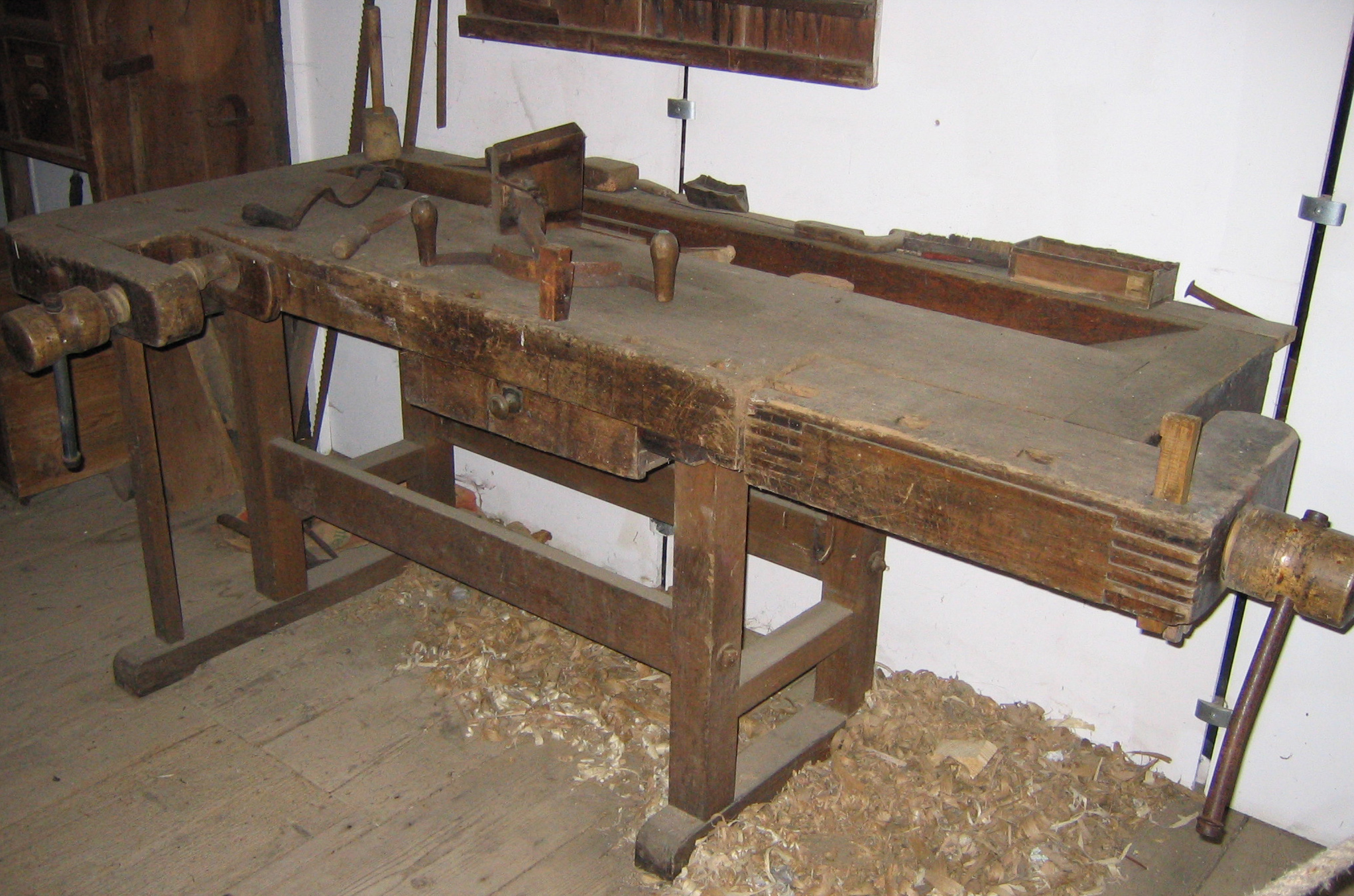
Il banco da falegname

Il banco da falegname è il primo ed il più importante tra gli attrezzi per la lavorazione manuale del legno, perché permette di tenere fermi i legnami nella posizione più conveniente e comoda per il taglio, la piallatura, la foratura, in modo che tutte queste operazioni possano essere effettuate con entrambe le mani libere.

## Descrizione
Nella sua versione moderna è ancora sostanzialmente identica a quella in uso nel settecento ( e prima ). Si tratta di un piano di lavoro assai pesante e robusto (lo spessore può variare da 5 a 10 cm; comunemente lungo da 2 a 2,5 metri e largo da 70 cm in su, costruito in legno massiccio (generalmente olmo, faggio, rovere o addirittura noce), che poggia su una robusta intelaiatura costituita de quattro grosse gambe collegate tra loro da traverse tiranti, sempre in legno duro. Di solito il piano del banco non è permanentemente fissato alla base, ma è semplicemente appoggiato su di essa, per agevolarne lo smontaggio e il trasporto. Contro il rischio di infortuni, quattro (o più') robusti tenoni, praticati sull'intelaiatura di base sono inseriti in corrispondenti alveoli (detti mortase) preparati nella superficie inferiore del ripiano. L'ingente peso del ripiano stesso, mantiene il tutto assiemato in modo sicuro. A volte la stessa base è smontabile, perché i tiranti longitudinali finiscono con tenoni passanti nelle gambe, e sono bloccati con cunei o altri accorgimenti.  L'altezza da terra del piano di lavoro è generalmente tra gli 80 e i 90 cm. a seconda dall'uso che se ne voglia fare. Banchi "da falegname" propriamente detti sono in genere più bassi: qui sono le operazioni di piallatura che vengono considerate in precedenza a tutte le altre, che' tali esigono l'operatore di applicare forza verso il basso. Dove invece i banchi destinati agli intagliatori devono portare la superficie di lavoro più' vicina agli occhi dell'artigiano..
Il banco da falegname normalmente è fornito di due morse - in legno quelle tradizionali, di metallo quelle moderne - nelle quali le ganasce fisse sono costituite dalle stesse fiancate del banco. Le viti che spostano le ganasce sono comunemente fatte d'acciaio, ma spesso sono di un legno molto duro, com' erano fatte una volta e di un'essenza particolarmente indicata a questo impiego. La morsa di sinistra, quella detta morsa da banco, ha la ganascia mobile che si sposta parallelamente al lato maggiore del banco stesso e permette di stringere le assi in modo da piallarne la costa o di segarle. La morsa di destra detta toppo da scorrere, o carretto, o carrello, è di solito sagomata a foggia di 'L', il cui tratto maggiore verticale scorre per il lato lungo del banco, mentre la parte più corta ( la base di questa L ) risulta rivolta in parallelo al lato corto adiacente. Nel "carretto" sono presenti una o più' mortase a sezione rettangolare ( si vedano i "cani" qui' sotto ) nella quale si innesta un fermo che si fa protendere al disopra del ripiano del banco,  mentre altre mortase sono disposte in fila, lungo tutto il bordo anteriore. In questo modo, con un secondo fermo, si può bloccare un asse o tavola di qualsiasi misura, per poterne lavorare la faccia superiore.

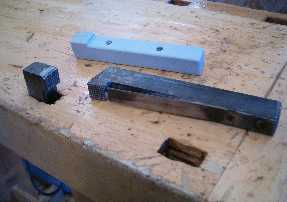
Due esempi di "cani" : in primo piano due esemplari d' acciaio, mentre quello in secondo piano potrebbe essere di legno.

I fermi che vengono inseriti nelle mortase di cui sopra, chiamati cani - o anche pappagalli nonché altri termini, a seconda delle usanze regionali - sono costituiti da un oggetto di ferro, o legno duro, a sezione quadra e munito di testa, il cui gambo viene infilato in uno dei fori quadrati del banco, mentre la testa è quella contro la quale viene stretto il pezzo da lavorare. Altri tipi di fermo sono il granchio, simile al cane ma con la testa più bassa, in modo da poter piallare senza ostacoli anche tavole di basso spessore, ed il barletto o bracciolo, un ferro a forma di L con la testa ricurva, per tener fermo il pezzo sul banco.
Lungo tutto il lato opposto a quello delle morse, si trova tradizionalmente un ampio recesso, a mo' di cassetta lunga quanto il detto banco, dove si ripongono gli attrezzi in uso, cosicché' non ingombrino il piano di lavoro.

## Storia
Il primo modello di banco da falegname di cui si abbia assoluta certezza, sembra sia nato nell'epoca romana quando, a seguito della diffusione della pialla, emerge la necessità di fissare solidamente il pezzo da piallare con cunei, pioli, o fermi incastrati verticalmente nel tavolo di lavoro. Nel 1934, a Saalburg, in Germania, è stato rinvenuto il piano di un banco da falegname di epoca romana (circa 250 a.C.). Si tratta di un robusto pancone di legno di quercia di circa 7 cm di spessore, lungo 2,55 metri e largo 36 cm, con quattro mortase inclinate per incastrarvi le gambe, che erano quindi divaricate. Vi era poi una quinta mortasa vicino ad una delle estremità, e quasi certamente ospitava un fermo verticale per bloccare l'asse da piallare. Banchi simili, con poche variazioni, sono rimasti in uso, in Europa, fino al XVIII secolo, quando le morse a vite sono diventate di uso comune sui banchi da falegname.
Quanto sopra però non esclude che versioni di tale oggetto non siano state impiegate in precedenza. La maestria artigianale degli antichi egizi, per fare un esempio, porta a supporre che costoro abbiano usato qualcosa di analogo. E lo stesso vale per tutte le altre culture. Non è ragionevole aspettarsi che durante tutti i secoli precedenti all'epoca romana, artigiani e operai lavorassero acquattati a terra. Assenza di prove che possano corroborare tale supposizione, non implica prova di tale assenza.

## Galleria d'immagini

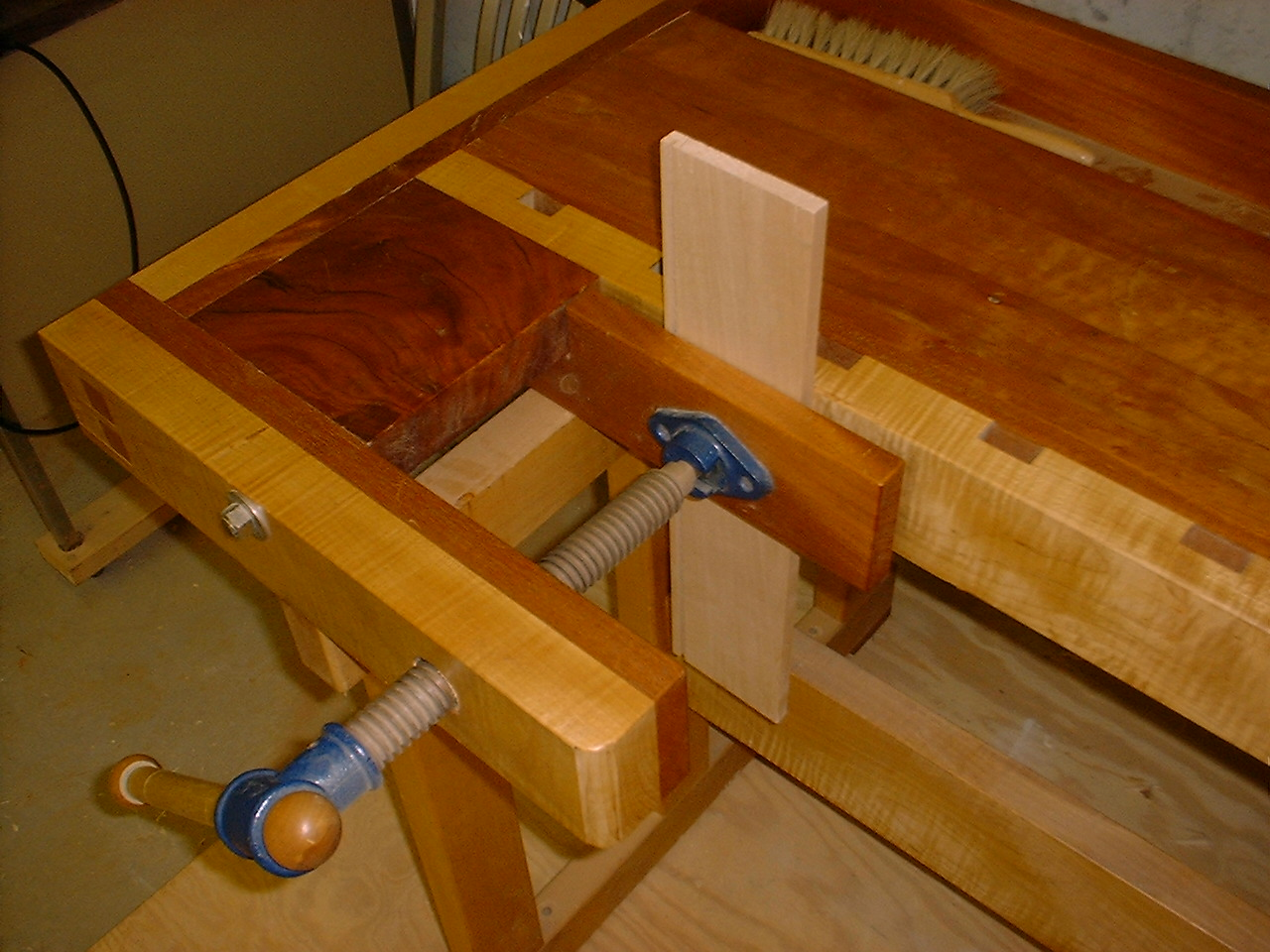
Particolare - morsa da banco
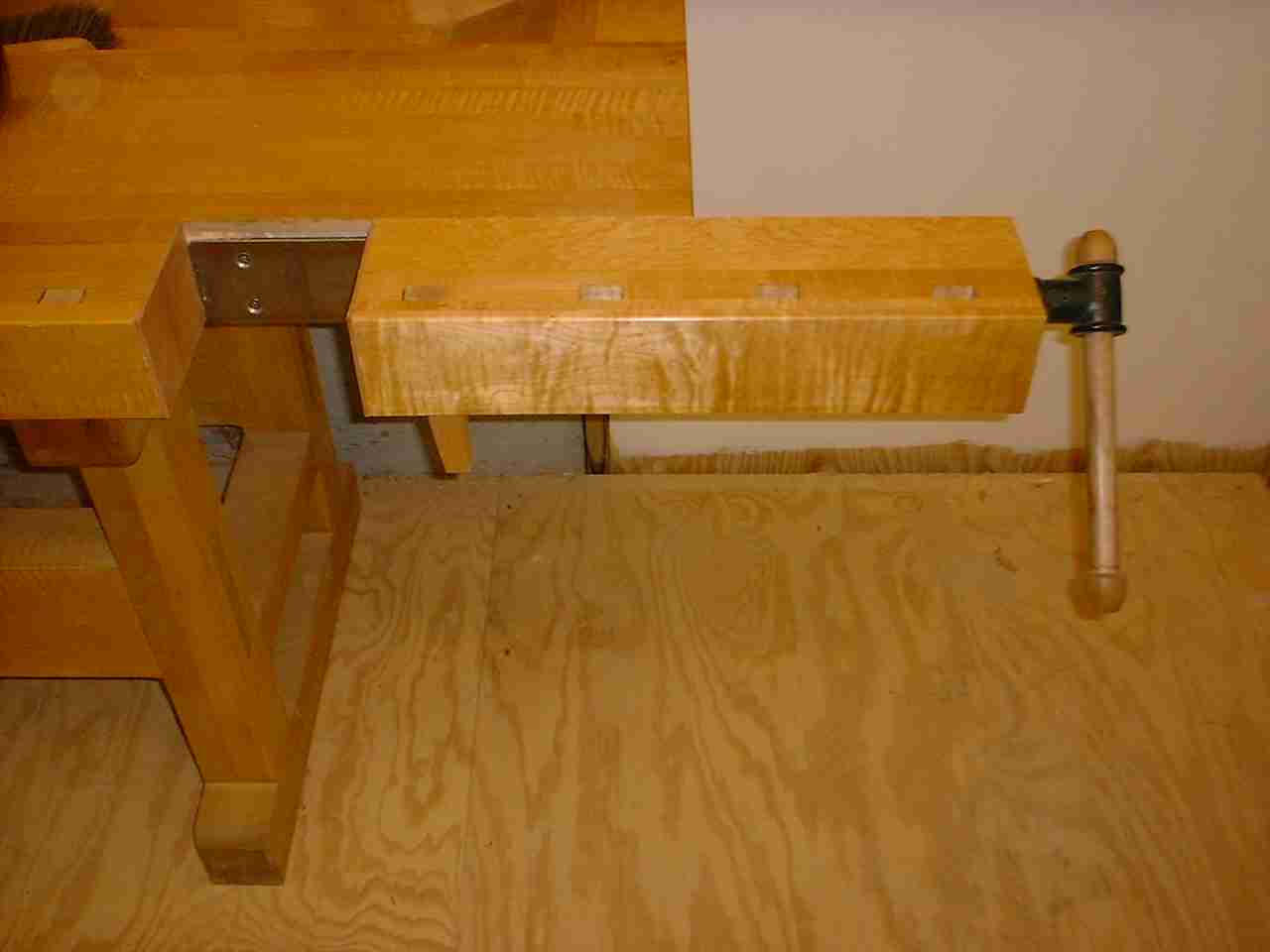
Particolare - carrello